# 鈴木譲
鈴木　譲（すずき ゆずる、1985年11月6日 - ）は、神奈川県出身の自転車プロロードレース選手である。
バイクのパーツは自ら取り寄せて分解整備し交換するほど、セッティングには徹底的にこだわる。
雑誌のインタビューで「エースになれる力を持ったセカンドエース。チームが苦しいときに流れを呼び戻して勝利に貢献できる選手になりたい」と語った。

## 来歴
2007年
- チームミヤタに加入[2]。

2008年
- チームミヤタ解散のため、愛三工業レーシングチームに移籍[2]。
- ツアー・オブ・香港上海 総合7位[2]

2009年
- シマノレーシングに移籍。
- ツール・ド・熊野 総合9位[2]

2010年
- ツール・ド・熊野 山岳賞[2]
- ツアー・オブ・フィリピン 区間3位（第4ステージ）[2]

2011年
- 全日本自転車競技選手権大会男子エリート 6位[2]
- JPT全日本実業団選手権 2位[2]
- JPT修善寺 優勝[2][3]
- ツール・ド・台湾 総合8位[2]
- ツール・ド・北海道 総合10位[2]

2012年
- JPT下総クリテリウム 優勝[2][3]
- ツアー・オブ・ジャパン 総合6位[2]
- シマノ鈴鹿ロードレース 3位
- ツール・ド・北海道 総合8位[2]

2013年
- 欧州遠征中のレースで落車し腕を骨折[2]

2014年
- 宇都宮ブリッツェンに移籍[2]
- 7月6日 JPT第10戦 東日本ロードクラシック 優勝[4][3]
- 7月27日 JPT第12戦 湾岸クリテリウム 5位[5]

2016年
- 3月20日 JPT第1戦 宇都宮クリテリウム 優勝[1][6]
- 10月26日 JPT第22戦 大分いこいの道クリテリウム 優勝[7]

2017年
- 3月18日 JPT第1戦 宇都宮クリテリウム 5位[8]
- 8月20日 第34回シマノ鈴鹿ロードレースクラシック - 58.1km 3位[9]
- 8月26日 まつりつくばエキシビションクリテリウム 3位[10]

2018年
- 副キャプテン就任[11]
- 2月25日 JPT第2戦 第1回JBCFおきなわロードレース Day-2 優勝[12]

2021年
- 愛三工業レーシングチームへ移籍[11][13]

2024年
- ヴェロリアン松山へ移籍。